# 도대철
도대철(1928년 2월 ~ 1951년 11월 17일)은 대한민국의 군인이다. 한국전쟁 당시 소위로 제6사단 제7연대의 소대장으로 참전하여 949고지 전투를 위한 수색임무 도중 전사하였다. 1951년 도대철 중위는 949고지 전투에서 금성천 도하작전을 위해 적진의 대안으로 침투하여 도하지점 일대의 정보를 상세히 보고하였다. 대안상의 적 화기 위치 및 규모와 화선이 강뚝을 연해 치밀하게 편성된 것을 발견하고 정찰결과를 보고함으로서 사단의 도하작전 시 희생을 최소로 하는데 크게 기여하였다. 임관한 지 약 2개월 만에 한국전쟁에서 전사하면서 사진 자료가 남아있지 않다고 추정된다. . 2010년 1월 전쟁기념관 선정 이달의 호국인물에 선정되었다.

## 생애
도대철 중위는 1928년 2월 대구에서 태어나 1951년 9월 1일 대한민국 육군 소위로 임관한 후 육군 제 6사단 7연대 소대장에 보직됐다.
1951년 11월 16일 도대철 소대장은 949고지 점령을 위해 수색조 5~6명과 함께 사단 도하작전의 승패가 걸린 수색정찰에 나섰다. 도대철 소대장은 살아 돌아오지 못할 경우를 대비해 정찰 도중 2차례에 걸쳐 대원 두 명씩 파악한 정보를 갖고 연대에 복귀토록 지시했다. 도대철 소대장은 대원들의 만류에도 정보를 획득하기 위해 적진 깊숙히 침투했지만 약 30분 뒤 강둑 너머로 총성이 울린 후 돌아오지 못했다. 본대는 도대철 소대장의 정찰보고서를 받고 17일 새벽 공격과 함께 도하작전을 전개해 하루도 채 지나지 않은 18시 무렵 949고지를 확보했다.
이러한 업적을 인정받아 1952년 5월 5일 대한민국 정부로부터 을지문공훈장을 수여받았다.

## 949고지 전투[4]
949고지 전투는 우측 지도에서 볼 수 있듯이 북한강과 금성천이 만나는 지점인 현재 대한민국 철원군 임남면 일대에서 한국군 제 6사단과 중공군 제 202사단· 204사단· 35사단 사이에서 벌어진 고지 전투로, 미 제 9군단 우익의 만곡된 전선을 북상시켜 미 제 10군단과의 전선 균형을 유지하기 위하여 한국군 제 6사단이 2일간에 걸쳐 Gary선을 공격하여 이를 확보한 공격전투이다.

### 전투 개요
1951년 10월 25일 휴전회담이 재개되자 동향을 주시하며 전선정리에 나선 밴플리트 미 제 8군사령관은 미 제 9군단과 미 제 10군단 간의 불필요한 만곡부를 정제하기 위해 석장동-903고지-949고지-용호리-교암산으로 이어지는 '개리(Gary)선'을 제한공격하기로 결정하였다. 1951년 10월의 금성천 진격에 따라 교암산이 확보된 상태에서 북한강 동안쪽의 한국군의 북상이 불가피해졌는데, 이때 목표가 임남면 일대 949고지였다. 이를 위해 한국군 제 6사단은 제 19연대를 북한강 서쪽의 등대리 부근에, 제 7연대를 구대와 금성천 어구에, 그리고 제 2연대를 용호동과 여문리 부근에 각각 배치하였다. 당시 한국군의 정면에는 어은산에 지휘소를 둔 중공군 제 68군 예하 제 204사단이 제 202사단 제 605연대의 증원을 받아 Gary선 부근에 위치하고 있었다. 

### 전투 경과
공격준비를 완료한 한국군 제 6사단은 11월 17일 04시를 기해 제 2연대가 주저항선을 확보한 가운데 제 21연대와 제 19연대 그리고 제 7연대의 3개 제대가 포병대대의 포격지원을 받으며 공격개시선을 향해 출발하였다. 제 19연대는 949고지 점령을 위해 제 2대대는 북한강 서안에서 엄호진지를 점령하였고, 제 3대대와 제 1대대는 04시에 후동과 구대 부근에서 도하작전을 실시하였다. 제 19연대의 주력이 949고지의 서남쪽 능선 일대에서 격전을 벌이고, 제 3대대의 주력은 949고지의 동남쪽으로 진격하는 한편, 제 1대대는 949고지로 약진하여 서남쪽 능선을 공격하였다. 그러나 결국 중공군 진지 돌파에 실패하였다.
한편 제 7연대는 구대와 금성천 어구 사이에서 북한강을 건너 목표를 탈취하는 임무를 부여받았다. 연대장은 제 2대대와 제 3대대에 전차 1개 소대씩을 배속하였고, 제 2대대는 구대 동쪽에서 도강하여 공격을 시작하였다. 그러나 대대의 목표지대는 949고지로 연한 중공군의 주저항선으로서 화력과 병력을 중점 배치하고 강력한 방어태세를 갖추고 있었다. 2시간에 걸친 공방전 끝에 유엔공군 F-51 전폭기 1개 편대의 지원을 업고 목표를 점령하는데 성공하였다. 대대는 이어 Gary선과 그 북쪽의 주요 지역을 확보하였다.
949고지 및 고지 서쪽능선 일대를 탈취하기 위해 격전을 펼친 제 19연대는 전열을 재정비하였다. 제 3대대는 11월 18일 06시를 기해 목표 동남쪽에서 포격지원을 받으며 공격을 개시하였고, 3시간 여에 걸친 격전 끝에 고지의 동남쪽 능선 일대를 장악하고 이를 중심으로 진지를 구축하고 경계태세에 들어갔다. 제 1대대는 06시 949고지 서쪽에서 공격을 시작해 1시간에 걸친 진지전 끝에 08시 20분 진지를 탈취하는데 성공한 대대는 949고지의 북사면에 급편진지를 편성하였다. 그리고 연대 공격선의 측방경계를 담당한 제 2대대는 949고지에 연한 서측에 진지를 구축하였다.

### 전투 결과
한국군 제 6사단은 공격개시 2일 만에 예하 전 연대가 목표인 Gary선을 점령하였다. 이에 중공군은 어은산 북쪽으로 물러나 제 68군은 제 202사단을 일선에 투입하여 급편방어에 돌입하였고, 상당한 타격을 입은 제 204사단을 대정리로 물려 재편하는 등 전세만회를 도모하였다. 반면 목표를 점령한 한국군 제 6사단은 전선정리를 단행하여 우일선의 제 21연대를 예비로 하여 본대 복귀에 대비시키고 제 19연대를 석장동-903고지-949고지 선에, 제 7연대를 949고지-어운리 선에, 제 2연대를 강 서쪽에 진지를 편성토록 하는 등 주저항선에 배치하였다. 사단은 11월 20일 05시를 기해 담당 정면에 경계진지를 확보토록 각 연대에 지시하였고, 이에 제 7연대는 어운리 동쪽의 572고지를 탈취하였다.

### 도대철 중위의 업적[6]
공격 하루 전인 1951년 11월 16일 밤, 949고지 확보를 위한 중공군의 정보를 수집하려고 한국군 제 6사단장 장도영 준장은 수색정찰 임무를 자원한 도대철 중위와 수색조 5~6명에게 임무를 부여했다. 수색조의 정찰 결과, 중공군의 진지가 강둑을 따라 치밀하게 편성되어 있었다. 수색조장 도대철 중위는 만약의 사태에 대비하여 정찰하는 도중 2차례에 걸쳐 그때까지 파악한 정보를 대원에게 전달하도록 지시하였다. 
그리고 도대철 중위는 더 자세한 정보를 위해 대원들의 만류에도 불구하고 홀로 중공군 깊숙히 침투했으나 전사하였다. 그러나 이미 2차례에 걸쳐 보내진 정찰 보고서는 한국군에게 도착해 있었고 중공군의 정세를 파악한 한국군은 11월 17일 새벽 5시에 도하작전을 개시했다. 한국군 제 6사단은 지대 내의 중공군을 격파하고 공격 2일째인 11월 18일 목표인 949고지를 장악하여 전투를 승리로 매듭지었다.

## 훈장
- 을지무공훈장(乙支武功勳章)

| 을지무공훈장 | 설명                                                                                      |
| ------------ | ----------------------------------------------------------------------------------------- |
|              | 을지무공훈장은 대한민국의 2번째 무공훈장이다. 미국의 2번째 무공훈장인 수훈 십자상과 같다. |

## 기념
- 2010년 1월 이달의 호국인물 (전쟁기념관)

대한민국 전쟁기념관은 2010년 1월 7일 호국추모실에서 유족과 육군 등 주요인사들이 참석한 가운데 고인을 추모하는 현양행사를 거행했다.

## 참고 문헌
- 국방부 군사편찬연구소, 6·25 전쟁사 제 9집 - 휴전회담 개막과 고지쟁탈전, 국방부 군사편찬연구소, 2012
- 양낙규, 『1월 호국인물은 도대철 중위』, 아시아경제, 2009
- 김희철, 『손자병법이 말한 정보의 중요성을 입증한 949고지 전투』, 뉴스투데이, 2020

## 같이 보기
- 6·25 전쟁
- 이달의 호국인물
- 대한민국 육군
- 을지무공훈장
- 대한민국